# Santiago García Fernández
Santiago García Fernández   (Madrid, juny 1968), el pseudònim del qual és Trajano Bermúdez, és un guionista, crític i traductor de còmics espanyol. El 2011 va guanyar el premi a la divulgació del còmic del Saló del Còmic de Barcelona, i el 2015 el Premi Nacional del Còmic (juntament amb Javier Olivares) per Las Meninas.

## Vida i obra
Santiago García es va llicenciar en Periodisme a la Universitat Complutense de Madrid i va començar la seva carrera en el món dels còmics com a articulista per a Comics Forum l'any 1989, sota el pseudònim de Trajano Bermúdez. Al cap de poc temps, ja utilitzant el seu nom propi, va traduir l'edició espanyola de Spiderman, X-Men, Calvin i Hobbes i les col·leccions d'EC Comics.
El 1995 va publicar Mangavisión, el primer llibre teòric sobre el manga a l'Estat espanyol i el 1996 va començar a ser el director de la revista especialitzada d'informació i crítica de còmics Urich (1996-2002), i després de la revista Volumen editada per Under Cómic (també sobre teoria i crítica del còmic). Encara amb el pseudònim de Trajano Bermúdez, publicava en aquesta època La noche del murciélago (Camaleón Ediciones, 1998), dedicada a Batman i, juntament amb Eduardo García Sánchez, El mapa de los sueños, una guia de lectura sobre Sandman (La Factoría de las Ideas, 1999).
Els primers guions que va publicar Santiago García varen aparèixer el 2003 a la revista benèfica Artículo 20 (dibuixats per Pepo Pérez i Bernardo Vergara), editada per Astiberri, Dolmen Editorial i Estudio Fénix en solidaritat amb David Ramírez. El 2004 va crear, amb Pepo Pérez, l'àlbum de còmics El vecino i amb Sergio Córdoba va fer un parell d'històries curtes per a l'àlbum Malas tierras 1 i 2, d'Astiberri.
El 2005 va començar a col·laborar amb la revista Nosotros somos los muertos guionitzant còmics dibuixats per Pepo Pérez i Javier Olivares.
Des de 2007, mentre continuava guionitzant El vecino per a la revista El Manglar, va realitzar els àlbums La tempestad (Astiberri) i Héroes del espacio. El 2009 va publicar La puerta del cielo (Planeta DeAgostini) (dibuixat per Javier Peinado) i El extraño caso del doctor Jekyll y mister Hyde (SM) amb dibuixos de Javier Olivares. També es va incorporar com a redactor a la secció de còmic d'ABCD, el suplement cultural del diari ABC.
Es va llicenciar en Història de l'Art per la Universitat Autònoma de Madrid i va publicar la seva tesi doctoral: La novela gráfica (Astiberri, 2010). Als Estats Units va coordinar dues antologies sobre els superherois i la novel·la gràfica espanyola actual, editades el 2013 (Supercómic i Panorama. La novela gráfica española hoy).

## Obres
Teoria del còmic
| Anys      | Títol                                           | Dibuixant                                                                                            | Tipus                                                         | Publicació                      |
| --------- | ----------------------------------------------- | --- | ------------------------------------------------------------- | ------------------------------- |
| 01/2004   | Amanecer nuclear                                | Javier Olivares                                                                                      | Historieta curta                                              | Strapazin núm. 74               |
| 2004-2010 | El Vecino                                       | Pepo Pérez                                                                                           | Sèrie de tres volums (2004, 2007 i 2009) d'historietes curtes | Astiberri Ediciones, El Manglar |
| 03/2008   | La tempestad                                    | Javier Peinado                                                                                       | Novel·la gràfica                                              | Astiberri                       |
| 10/2008   | La historia del cómic de E. H. Gombrich         | Manuel Bartual / Javier Olivares / Javier Peinado / Bernardo Vergara / Manel Fontdevila / Pepo Pérez | Historieta curta                                              | "Dos veces breve" núm. 16       |
| 09/2009   | Héroes del Espacio #1: La puerta del cielo      | Javier Peinado                                                                                       | Àlbum de còmic                                                | Planeta DeAgostini              |
| 09/2009   | El extraño caso del doctor Jekyll y mister Hyde | Javier Olivares                                                                                      | Àlbum                                                         | SM                              |
| 2013      | Beowulf                                         | David Rubín                                                                                          | Novel·la gràfica                                              | Astiberri                       |
| 2014      | Fútbol                                          | Pablo Ríos                                                                                           | Novel·la gràfica                                              | Astiberri                       |
| 2014      | Las meninas                                     | Javier Olivares                                                                                      | Novel·la gràfica                                              | Astiberri                       |
| 2015      | ¡García!                                        | Luis Bustos                                                                                          | Novel·la gràfica                                              | Astiberri                       |
| 2015      | Yuna                                            | Juaco Vizuete                                                                                        | Novel·la gràfica                                              | Astiberri                       |
| 2016      | ¡García! 2                                      | Luis Bustos                                                                                          | Novel·la gràfica                                              | Astiberri                       |
| 2017      | Museomaquia                                     | David Sánchez                                                                                        | Novel·la gràfica                                              | Astiberri                       |
| 2020      | La cólera                                       | Javier Olivares                                                                                      | Novel·la gràfica                                              | Astiberri                       |